# Красная Горка (Прокопьевский район)
Кра́сная Го́рка — посёлок в Прокопьевском районе Кемеровской области. Входит в состав Сафоновского сельского поселения.
По данным Всероссийской переписи населения 2010 года, в посёлке Красная Горка проживает 29 человек (15 мужчин, 14 женщины).

## География
Центральная часть населённого пункта расположена на высоте 380 метров над уровнем моря.

## Население
| 2010 |
| ---- |
| 29   |